# Pionierkommando 850
Das Pionierkommando 850 war eines der Pionierkommandos des Territorialheeres im Heer der Bundeswehr. Der Stabssitz war zuletzt Mannheim. Das Pionierkommando war dem Territorialkommando Süd unterstellt.

## Aufträge
Das Pionierkommando war – ähnlich wie die Pioniere der Korpstruppen im Feldheer – dem Befehlshaber des Territorialkommandos unmittelbar unterstellt. Die auf Ebene des Territorialkommandos gebündelten Truppenteile der Pioniertruppe verfügten über „schwere“ pioniertechnische Einsatzmittel wie Schwimmbrücken und die Fähren der Flusspioniere, um die Beweglichkeit des Territorialheeres zu fördern, insbesondere um Nachschubwege im rückwärtigen Gebiet offen zu halten. Besondere strategische Bedeutung hätten feste oder pioniertechnisch errichtete Übergänge über den Rhein gehabt, um den Kontakt zu rückwärtigen Gebieten auf dem Staatsgebiet der Westalliierten aufrechtzuerhalten.
Im Spannungs- oder Verteidigungsfall war das Pionierkommando zudem für Aufgaben im Zusammenhang mit dem NATO-Pipeline-System vorgesehen, darunter insbesondere die Sicherstellung des Betriebs und die Behebung von Schäden zur Aufrechterhaltung der Kraftstoffversorgung. In Friedenszeiten übernahm hingegen die zivile Fernleitungs-Betriebsgesellschaft (FBG) den regulären Betrieb sowie Wartung und Instandhaltung der Pipeline. Pipelinepioniere unterstützten diese bei besonderen Vorhaben, etwa Umbauarbeiten.
Je nach Lage unterstützten die Pioniere zudem Maßnahmen der Zivilverteidigung. Wie viele Truppenteile im Territorialheer war das Pionierkommando teilaktiv aufgestellt und wuchs erst im Verteidigungsfall zu seiner vollen Stärke auf. Nach der Mobilmachung entsprach seine Größe mit etwa 8000 Soldaten in etwa ein bis zwei Brigaden des Feldheeres.

## Gliederung
Um 1989 gliederte sich das Pionierkommando grob in:
- Stab/Stabskompanie 850, Mannheim
  -  Fernmeldekompanie 861 (GerEinh), Bingen Auflösung: 31.03.1993[5]
  -  Fernmeldekompanie 871 (GerEinh), Bingen Auflösung: 31.03.1993[6]
  -  Flußpionierkompanie 850, Neuwied (September 1989 aufgelöst)
  -  Flußpionierkompanie 851 (GerEinh), Wiesbaden (September 1989 aufgelöst)
  -  Schwimmbrückenbataillon 850 (teilaktiv), Pfungstadt Auflösung: 30.09.1993[7]
  -  Schwimmbrückenbataillon 860 (GerEinh), Ludwigsburg Auflösung: 31.03.1993[8]
  -  Schwimmbrückenbataillon 861 (GerEinh), Worms Auflösung: 31.03.1993[9]
  -  Schwimmbrückenbataillon 862 (GerEinh), Haiger Auflösung: 31.03.1993[10]
  -  Schwimmbrückenbataillon 863 (GerEinh), Gau-Algesheim Umbenennung in PiBrBtl 863[11]
  -  Pionierausbildungszentrum 850, Speyer
  -  Pionierausbildungszentrum 851, Krailling Auflösung: 30. September 1993[12]
  -  ABC-Abwehrausbildungszentrum 911, Bruchsal Auflösung: 30. September 1993[13]
  -  Taucherausbildungszentrum 912, Neuwied
  - Pipelinepionierregiment 85 (GerEinh)
  -  Stab/Stabskompanie Pipelinepionierregiment 85 (GerEinh), Zweibrücken Auflösung: 31.03.1993[14]
    -  Pipelinepionerbataillon 850, Zweibrücken (Kader zur Aufstellung des Pipelinepionierregiments 850; nach dessen Aufstellung Auflösung)
    - Pipelinepionierbataillon 851 (GerEinh), Zweibrücken Auflösung: 30.09.1993[15]
    -  Pipelinepionierbataillon 852 (GerEinh), Siegelsbach Auflösung: 30.09.1993[16]
    -  Pipelinepionierbataillon 853 (GerEinh), Achern Auflösung: 30.09.1993[17]

## Geschichte

### Aufstellung
Das Pionierkommando 850 wurde am 1. Oktober 1981 zur Einnahme der Heeresstruktur IV in der Alten Artilleriekaserne in Mainz aufgestellt. 1987 verlegte der Stab in die Ludwig-Frank-Kaserne in Mannheim.

### Auflösung
Nach Ende des Kalten Krieges wurde das Pionierkommando 1994 etwa zeitgleich mit der Außerdienststellung des Territorialkommandos Süd außer Dienst gestellt. Nahezu alle Truppenteile des Pionierkommando 850 wurden Aufgelöst, eine Ausnahme bildeten folgende Verbände:
- Taucherausbildungszentrum 912 (Aufgelöst 2007 in Havelberg)[18]
- Schwimmbrückenbataillon 863 wurde umbenannt in PiBrBtl 863 Auflösung:30.06.2003[19]
- Pionierausbildungszentrum 850 wurde in das PiBrBtl 330 integriert.[20]

## Kommandeure
| Nr. | Dienstgrad | Name             | Beginn der Berufung | Ende der Berufung | Kommandostruktur      |
| --- | ---------- | ---------------- | ------------------- | ----------------- | --------------------- |
| 1   | Oberst     | Schwarz-Gewallig | 1957                | 1959              | sPiRgt 706            |
| 2   | Oberst     | Schönefeld       | 1959                | 1963              | sPiRgt 706            |
| 3   | Oberst     | W. Kopp          | 1963                | 1964              | sPiRgt 706            |
| 4   | Oberst     | Fröhlich         | 1964                | 1967              | sPiRgt 706            |
| 5   | Oberst     | Kinder           | 1967                | 1970              | sPiRgt 706            |
| 6   | Oberst     | Weißbrodt        | 1970                | 1975              | sPiRgt 85             |
| 7   | Oberst     | Wandelt          | 1975                | 1979              | sPiRgt 85             |
| 8   | Oberst     | Stemmann         | 1979                | 1982              | sPiRgt 85 / PiKdo 850 |
| 9   | Oberst     | Holzki           | 1982                | 1985              | PiKdo 850             |
| 10  | Oberst     | Karl Hoffmann    | 1985                | 1988              | PiKdo 850             |
| 11  | ?          | ?                | ?                   | ?                 | ?                     |

## Verbandsabzeichen

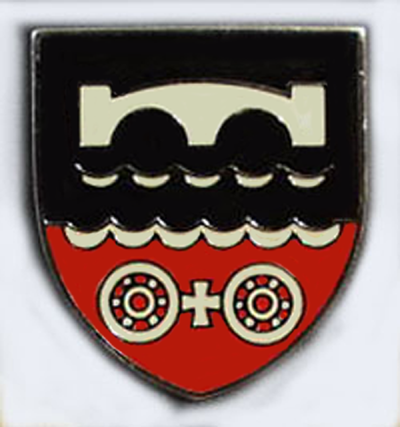
Internes Verbandsabzeichen des Stabes/Stabskompanie

Das Pionierkommando führte aufgrund seiner Ausplanung als Teil der unselbständigen Truppen des Territorialkommandos kein eigenes Verbandsabzeichen. Die Soldaten trugen daher das Verbandsabzeichen des übergeordneten Territorialkommandos.
Als „Abzeichen“ wurde daher unpräzise manchmal das interne Verbandsabzeichen des Stabes und der Stabskompanie „pars pro toto“ für das gesamte Pionierkommando genutzt. Es zeigte im Wesentlichen als Hinweis auf den Stationierungsraum die Wellenkämme für den Rhein und das Mainzer Rad. Die stilisierte Brücke ist ähnlich im Barettabzeichen der Pioniertruppe enthalten. Die schwarze Grundfarbe des oberen Schildteiles entspricht der Waffenfarbe der Truppengattung.